# Campionati oceaniani di atletica leggera 1994
I Campionati oceaniani di atletica leggera 1994 (in inglese 1994 Oceania Athletics Championships) sono stati la 2ª edizione dei Campionati oceaniani di atletica leggera. La manifestazione si è svolta dal 23 al 26 febbraio ad Auckland, in Nuova Zelanda.

## Partecipazione
Alla manifestazione hanno preso parte atleti rappresentanti 15 nazioni. Di seguito l'elenco delle nazioni partecipanti:
- Australia
- Figi
- Isola Norfolk
- Isole Cook
- Isole Marianne Settentrionali

- Isole Salomone
- Niue
- Nuova Caledonia
- Nuova Zelanda
- Papua Nuova Guinea

- Polinesia francese
- Samoa
- Samoa Americane
- Tonga
- Vanuatu

## Medagliati

### Uomini
| Specialità | Oro                | Prestazione | Argento                | Prestazione | Bronzo                 | Prestazione |
| Corse piane |                    |             |                        |             |                        |             |
| 100 m | Jone Delai         | 10"63       | Chris Wilkinson        | 10"82       | Ross Fitzpatrick       | 10"83       |
| 200 m | Jone Delai         | 21"55       | Solomone Bole          | 21"94       | James Noblet           | 21"97       |
| 400 m | Mark Wilson        | 47"25       | Dean Sheddan           | 48"22       | Rhoderick Grivas       | 48"62       |
| 800 m | Mark Tonks         | 1'50"38     | Mark Turner            | 1'51"30     | Rhoderick Grivas       | 1'52"15     |
| 1 500 m | John Henwood       | 3'51"71     | Stephen Blair          | 3'52"08     | Daniel Hill            | 3'52"35     |
| 5 000 m | Jason Cameron      | 14'44"62    | Thor Anderson          | 16'07"78    | Morris Manai           | 16'07"84    |
| 10 000 m | Paul McRae         | 31'11"97    | Parshottam Lal         | 33'26"81    | Ashok Kumar            | 33'43"65    |
| Corse a ostacoli |                    |             |                        |             |                        |             |
| 110 hs | Nick Bolton        | 14"67 w     | Robert Tupuhoé         | 14"95 w     | Sekona Vi              | 15"15 w     |
| 400 hs | Nick Bolton        | 53"01       | Sekona Vi              | 53"51       | Autiko Daunakamakama   | 53"79       |
| 3 000 siepi | Hamish Christensen | 8'54"74     | Matthew Holder         | 9'08"55     | Davendra Singh         | 9'21"64     |
| Prove su strada |                    |             |                        |             |                        |             |
| Maratona | Robert Holland     | 2h33'16"    | Mervyn Shields         | 2h39'29"    | Ian Moore              | 2h41'11"    |
| Marcia 20 km | Shane Brown        | 1h43'55"    | Mark Nipperess         | 1h51'56"    | Dip Chand              | 1h57'42"    |
| Salti |                    |             |                        |             |                        |             |
| Salto con l'asta | Thibaut Cattiau    | 4,55 m      | Jean-Luc Mu Kwai Chuan | 4,45 m      | Lee Brown              | 4,45 m      |
| Salto in alto | Michael Sharapoff  | 2,05 m      | Arvindra Maharaj       | 1,99 m      | Jean-Luc Mu Kwai Chuan | 1,93 m      |
| Salto in lungo | Aaron Langdon      | 7,62 m w    | Julian Manderson       | 7,43 m w    | Apolosi Foliaki        | 7,01 m w    |
| Salto triplo | Apolosi Foliaki    | 14,95 m     | Steeve Druminy         | 14,84 m     | Driss Doukari          | 14,38 m w   |
| Lanci |                    |             |                        |             |                        |             |
| Getto del peso | Patrick Hellier    | 16,10 m     | Matt Gadsby            | 15,59 m     | Kevin Galea            | 15,40 m     |
| Lancio del disco | Gordon Barff       | 48,54 m     | Patrick Hellier        | 48,54 m     | Ian Boller             | 47,46 m     |
| Lancio del martello | Patrick Hellier    | 63,16 m     | Yannick Fakaté         | 52,20 m     | Brentt Jones           | 51,34 m     |
| Lancio del giavellotto | Steven Madeo       | 67,84 m     | Jioji Nadavo           | 65,40 m     | André Hmalako          | 58,42 m     |
| Staffette |                    |             |                        |             |                        |             |
| Staffetta 4×100 m | Nuova Zelanda      | 41"57       | Australia              | 41"98       | Tonga                  | 42"43       |
| Staffetta 4×400 m | Figi               | 3'12"40     | Nuova Zelanda          | 3'13"11     | Australia              | 3'18"73     |
| record mondiale; record mondiale stagionale; record oceaniano; record dei campionati; record nazionale; record personale; record personale stagionale. |                    |             |                        |             |                        |             |

### Donne
| Specialità | Oro                      | Prestazione | Argento           | Prestazione | Bronzo              | Prestazione   |
| Corse piane |                          |             |                   |             |                     |               |
| 100 m | Vaciseva Tavaga          | 12"17       | Lauretta Graham   | 12"57       | Vani Senokonoko     | 12"77         |
| 200 m | Vaciseva Tavaga          | 24"37 w     | Suzanne Coleman   | 24"89 w     | Tara Smith          | 25"26 w       |
| 400 m | Mary-Estelle Kapalu      | 55"72       | Sheryn Brodie     | 57"08       | Seini Soroacagi     | 57"49         |
| 800 m | Andrea Williams          | 2'14"13     | Nuree White       | 2'16"10     | Karolina Tanono     | 2'17"65       |
| 1 500 m | Sharon McKenzie          | 4'39"64     | Vanessa Nikora    | 4'51"44     | Salome Tabuatalei   | 4'58"30       |
| 5 000 m | Nicola McDonald          | 18'03"37    | Salome Tabuatalei | 18'42"83    | Non assegnato       | Non assegnato |
| Corse a ostacoli |                          |             |                   |             |                     |               |
| 100 hs | Janiene Ashbridge        | 14"06 w     | Lillyanne Beining | 14"13 w     | Elizabeth Binns     | 14"76 w       |
| 400 hs | Mary-Estelle Kapalu      | 1'01"70     | Megan Merrilees   | 1'01"84     | Megan Minehane      | 1'03"73       |
| Prove su strada |                          |             |                   |             |                     |               |
| Mezza maratona | Irene Wilson             | 1h25'38"    | Cathy Gabel       | 1h29'38"    | Alison McVie        | 1h37'33"      |
| Marcia 10 km | Monique Greenoff-Gaffney | 57'09"      | Cherie Nelson     | 58'53"      | Non assegnato       | Non assegnato |
| Salti |                          |             |                   |             |                     |               |
| Salto in alto | Carmen Hunter            | 1,77 m      | Belinda Lavarack  | 1,74 m      | Shelley Stoddart    | 1,74 m        |
| Salto in lungo | Frith Maunder            | 6,10 m      | Shelley Stoddart  | 5,81 m w    | Katie Ackerman      | 5,69 m w      |
| Salto triplo | Shelley Stoddart         | 12,50 m     | Megan Minehane    | 11,71 m     | Salanieta Tamani    | 11,70 m       |
| Lanci |                          |             |                   |             |                     |               |
| Getto del peso | Elizabeth Binns          | 13,08 m     | Teresa Came       | 12,80 m     | Marie-Chanelle Sako | 12,66 m       |
| Lancio del disco | Geraldine Isaacs         | 40,02 m     | Mague Taofifenua  | 37,84 m     | Romera Tabuavuni    | 31,58 m       |
| Lancio del martello | Teresa Came              | 50,52 m     | Miranda Winter    | 41,10 m     | Linda Polelei       | 29,82 m       |
| Lancio del giavellotto | Melissa Brearley         | 48,34 m     | Bina Ramesh       | 47,90 m     | Linda Polelei       | 44,50 m       |
| Staffette |                          |             |                   |             |                     |               |
| Staffetta 4×100 m | Figi                     | 47"10       | Australia         | 48"62       | Non assegnato       | Non assegnato |
| Staffetta 4×400 m | Nuova Zelanda            | 3'54"14     | Figi              | 3'58"03     | Australia           | 3'58"34       |
| record mondiale; record mondiale stagionale; record oceaniano; record dei campionati; record nazionale; record personale; record personale stagionale. |                          |             |                   |             |                     |               |

## Medagliere
| Posizione | Paese              | Oro | Argento | Bronzo | Totale |
| --------- | ------------------ | --- | ------- | ------ | ------ |
| 1         | Nuova Zelanda      | 27  | 17      | 4      | 48     |
| 2         | Figi               | 6   | 6       | 10     | 22     |
| 3         | Australia          | 3   | 9       | 14     | 26     |
| 4         | Polinesia francese | 3   | 2       | 2      | 7      |
| 5         | Vanuatu            | 2   | 1       | 0      | 3      |
| 6         | Nuova Caledonia    | 0   | 4       | 4      | 8      |
| 7         | Tonga              | 0   | 1       | 2      | 3      |
| 8         | Papua Nuova Guinea | 0   | 1       | 1      | 2      |
| 9         | Isola Norfolk      | 0   | 0       | 1      | 1      |
| Totale    | Totale             | 41  | 41      | 38     | 120    |